# Гостима (община Църик)
Гостима (на албански: Gostimë или Gostima, Гостимъ) е село в Албания, област Елбасан, община Църик. Селото е разположено южно от Елбасан, на десния бряг на река Гостима, десен приток на река Девол в западното подножие на планината Шпати и в северното на Томор.

## История
Според Васил Златарски край Гостима се е намирал средновековният град Девол.
До 2015 година селото е център на самостоятелна община Гостима.